# Кучинский лесопарк
Ку́чинский лесопа́рк — лесопарк, занимающий территорию Кучинского участкового лесничества Ногинского лесничества (до 2009 года — Кучинский лесопарк в составе спецлесхоза «Балашихинский», ныне Ногинский филиал ГКУ Мо "Мособллес").
Лесопарк расположен севернее города Железнодорожного, южнее города Балашихи, северо-восточнее станции Кучино. Создан в 1935 году. Площадь 2020 гектар.

## Описание

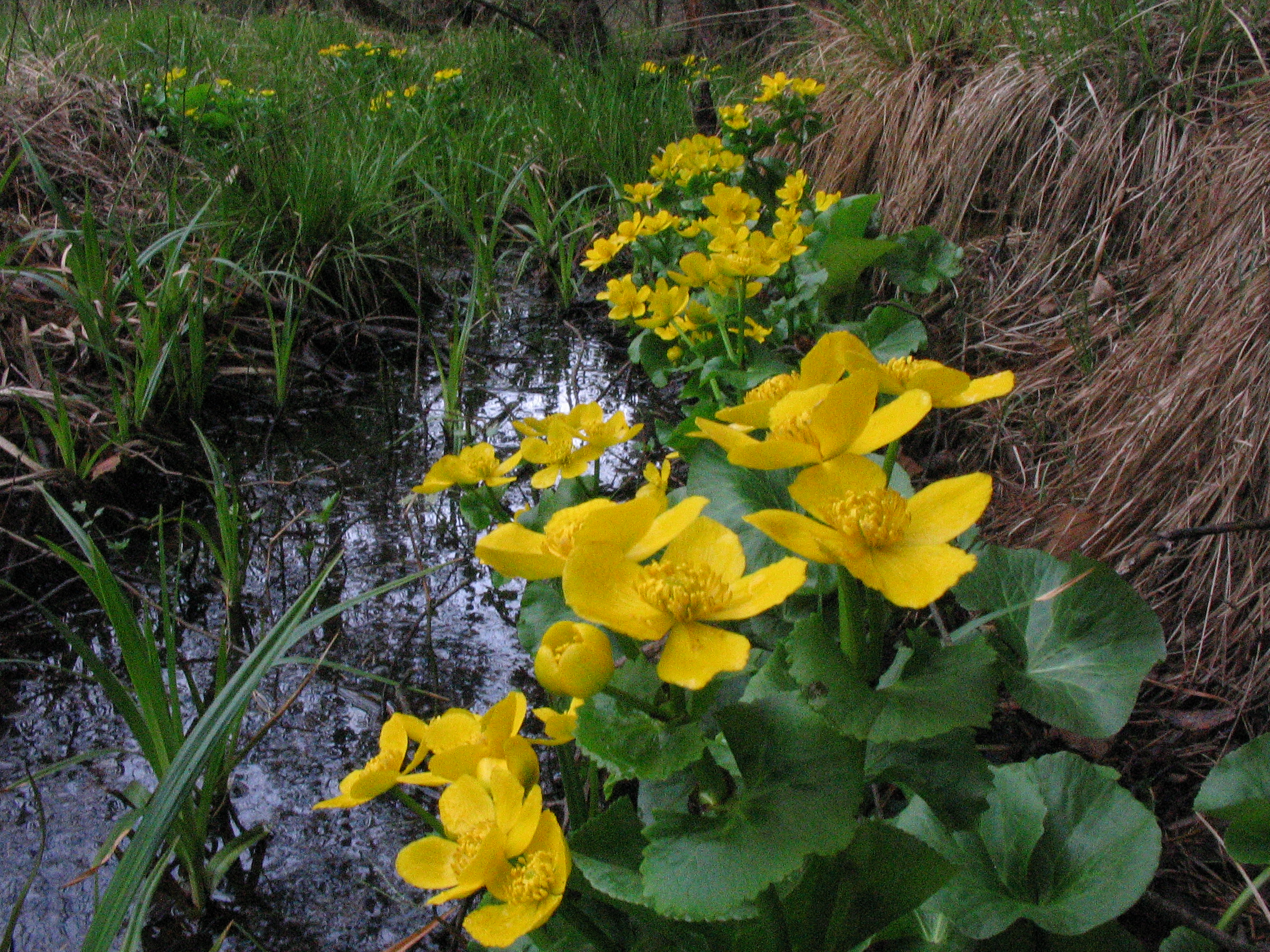
Калужница в Кучинском лесопарке

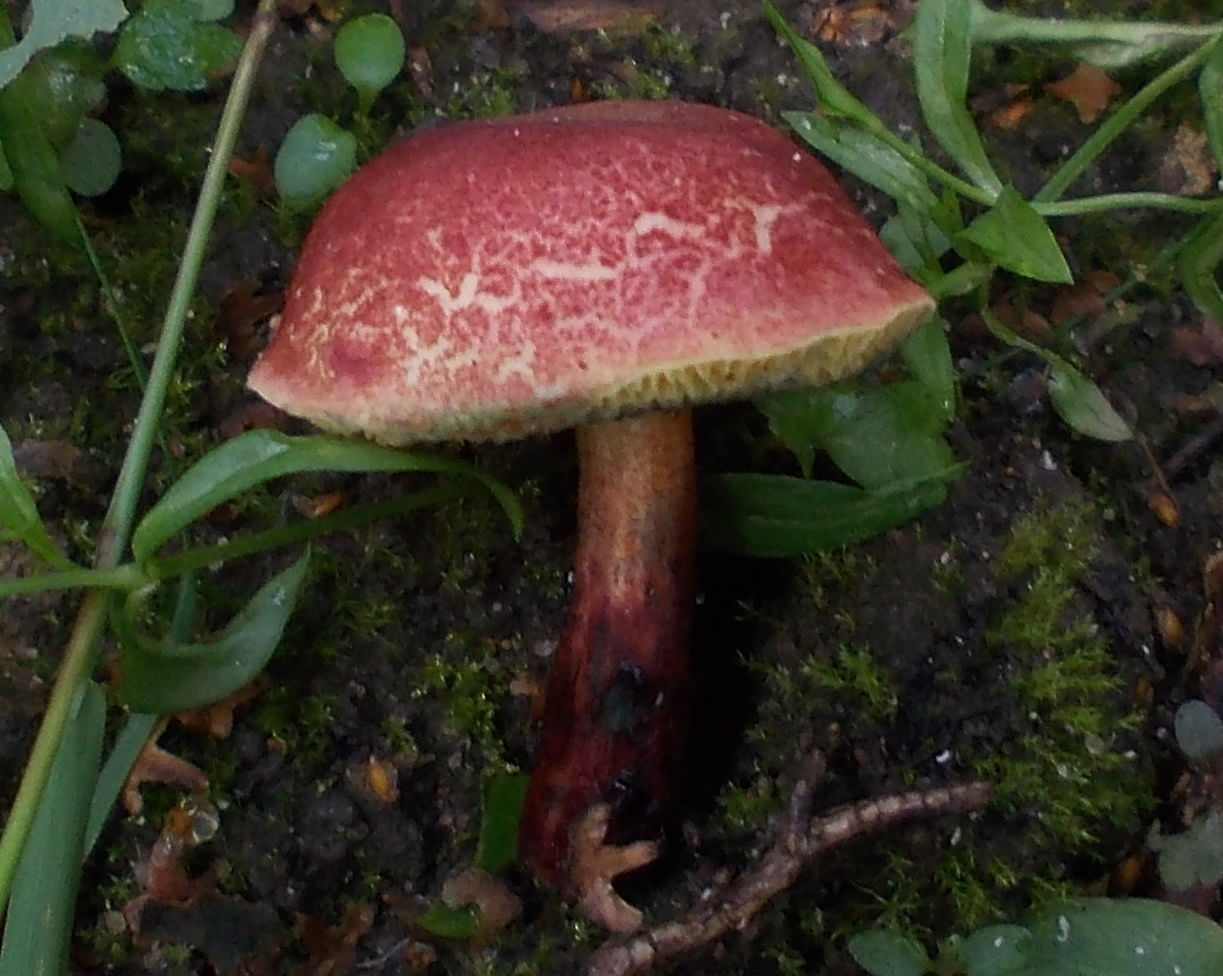
Моховик в Кучинском лесопарке

Своё название лесопарк получил от бывшей пустоши Кучино. По территории лесопарка протекают реки Пехорка, Чёрная, Горенка, Чернавка с многочисленными притоками, есть озёра и пруды.
Лесопарк расположен на территории Мещёрской низменности. В лесопарке преобладают хвойные породы деревьев — сосна, ель, растут берёза и липа. Подлесок состоит из рябины, крушины, бузины, бересклета, боярышника, которые широко распространены в лесах парка. Встречаются довольно редкие для флоры Москвы виды травянистых растений: ландыш майский, купальница европейская, незабудка лесная, клюква, брусника.
На прудах и речках гнездятся различные виды водоплавающих птиц.
На территории лесопарка выделены особо охраняемые участки, составляющие более половины общей площади:
- речки Пехорка, Чёрная, Горенка с притоками;
- водоохранные зоны прудов;
- болотные комплексы;
- зоны покоя для воспроизводства животных.

С северо-западной частью территории лесопарка граничат парки старинных усадеб Горенки и Пехра-Яковлевское.

## Возрождение парка в Северном Кучино
К 2012 году группа кучинских активистов из Железнодорожного под руководством Анатолия Баташева и генерала Михаила Новика приступила к приведению в порядок лесного массива в 69, 70 и 48 кварталах Кучинского лесопарка. В период с 2012 по 2014 гг. было очищено 35 га леса на территории городского округа Железнодорожный между ул. Лесные поляны, ул. Смельчак, ул. Солнечная, пр. Жуковского (Леоновским шоссе) и рекой Пехорка. По оценкам активистов было убрано свыше 6 тыс. поваленных стволов деревьев.
В XIX веке данная часть леса относилась к территории бывшей усадьбы Рябушинских и была приусадебным парком. Парк был полностью заброшен, начиная с 1970-х годов. Инициатива привести данный лес в порядок была поддержана губернатором Московской области Сергеем Шойгу 6 июня 2012 г. в рамках его визита в Кучинскую березовую рощу. 1-й субботник по очистке данной части леса прошел 1 июля 2012 года. В ходе 15 больших субботников жители Кучино полностью убрали мусор из данной части леса. В апреле 2014 года городская власть Железнодорожного отремонтировала дорогу, проходящую через центральную часть парковой зоны (ул. Коллективная, она же Центральная просека, она же "Пьяная дорога"). Предполагается, что в будущем здесь разместиться прогулочная пешеходная зона. На публичных слушаниях по объединению Балашихи и Железнодорожного главой города Евгением Жирковым была высказана идея создания на территории Кучинской березовой рощи и Кучинского парка большой рекреационной зоны отдыха.
В настоящее время в парке имеется несколько аллей и экологических троп. Центральная аллея (дорога через лес), Косая аллея, Боковая аллея, Набережная аллея, Газопроводная аллея, Восточно-Солнечная аллея, аллея Свободы, Центральная Поперечная аллея (она же Библиотечная), Генеральская аллея, аллея Ресничка и аллея Развилки. В настоящее время все аллеи грунтовые, за исключением центральной аллеи. Активно прорабатывается вопрос строительства православного храма в парковой зоне.
Работа гражданских активистов по приведению в порядок Кучинского парка удостоена премии губернатора Московской области "Наше Подмосковье".

## Борьба с короедом и уничтожение перезрелых лесов
В 2012-2014 гг. Кучинский лесопарк потерял примерно треть лесных массивов в рамках борьбы с распространением жука-короеда. Наибольшая вырубка была возле мкрн. Южный в г. Балашиха. Также большие рубки были произведены недалеко от мкрн. Лесной в Железнодорожном. По состоянию на 2014 г. в Кучинском лесопарке вырублено порядка 450 га короедных и перезрелых лесов. На части территории (80 га), по утверждению лесничих, были произведены посадки саженцев ели.